# Alfred Kranzfelder
Alfred Kranzfelder (ur. 10 lutego 1908 w Kempten, zm. 10 sierpnia 1944 w Berlinie) –  oficer niemiecki w stopniu Korvettenkapitän, uczestnik II wojny światowej, członek ruchu oporu, uczestnik spisku przejęcia władzy 20 lipca, za udział w którym został skazany na karę śmierci i stracony.  

## Życiorys
Alfred Kranzfelder urodził się 10 lutego 1908 roku w Kempten. Po zdaniu matury w 1927 roku wstąpił do Reichsmarine . W 1931 roku awansował na stopień Leutnant zur See a dwa lata później na Oberleutnant zur See. W 1936 roku uzyskał stopień Kapitänleutnant. W 1937 roku służył na krążowniku „Admiral Scheer” i brał udział w operacjach podczas hiszpańskiej wojny domowej w latach 1936–1938.
W lutym 1940 roku, z powodów zdrowotnych, został przeniesiony do służby w Berlinie . W stolicy służył w Naczelnym Dowództwie Marynarki Wojennej (niem. Oberkommando der Marine, OKM)  – był oficerem łącznikowym z ministerstwem spraw zagranicznych. Wówczas poznał Bertholda Schenka Grafa von Stauffenberga, z którym się zaprzyjaźnił. Służąc w Naczelnym Dowództwie, Kranzfelder nabrał przekonania o niekompetencji Hitlera w prowadzeniu wojny, co zadecydowało o jego zaangażowaniu się w działalność ruchu oporu. W 1941 roku awansował na stopień Korvettenkapitän.
Brał udział w przygotowywaniu planów przejęcia władzy i bezpośrednio przed zamachem 20 lipca pozostawał w kontakcie z Clausem von Stauffenbergiem. Zadaniem Kranzfeldera było wywiedzenie się jak admirałowie Karl Dönitz (1891–1980) i Wilhelm Meisel (1891–1974) reagować będą na pucz wojskowy – czy podporządkują się rozkazom feldmarszałka Erwina von Witzlebena (1881–1944) – i zameldowanie o tym spiskowcom. 
Po nieudanej próbie przejęcia władzy 20 lipca Kranzfelder został aresztowany przez Gestapo 24 lipca na podstawie dowodów o odbytych rozmowach z Clausem von Stauffenbergiem. Najprawdopodobniej wtedy został wydalony z Kriegsmarine. 
10 sierpnia 1944 roku Kranzfelder został skazany na śmierć przez Trybunał Ludowy i stracony tego samego dnia w Berlinie-Plötzensee .